# Box Canyon Dam
Der Box Canyon Dam ist ein Staudamm am Pend Oreille River im Nordosten des US-Bundesstaates Washington.

## Staudamm
Der Box Canyon Dam liegt in den Selkirk Mountains am Pend Oreille River bei Flusskilometer 55. Fünf Kilometer südlich befindet sich die Gemeinde Ione. Die zwischen 1952 und 1956 errichtete Talsperre besitzt eine Kronenlänge von etwa 350 m. Diese teilt sich auf in das 76 m lange Kraftwerkshaus, eine 49 m lange und 19 m hohe Gewichtsstaumauer aus Beton sowie eine 70 m lange Hochwasserentlastung, die sich unterhalb der Box Canyon Bridge befindet.

## Stausee
Der 88 km lange Stausee reicht flussaufwärts bis zum Albeni Falls Dam bei Newport. 27 km flussabwärts befindet sich der Boundary Dam. Das Stauziel liegt bei 619 m. Das Einzugsgebiet umfasst 64.487 km².

## Kraftwerk
Das vom Pend Oreille Public Utility District betriebene Kraftwerk besitzt vier Kaplan-Turbinen mit einer installierten Leistung von 90 MW. Bei einer Modernisierung der Anlage, die 2015 abgeschlossen wurde, wurden die alten Turbinen gegen neue ausgetauscht. Die Laufräder der neuen Turbinen besitzen im Gegensatz zu den alten 4 statt 5 Schaufeln. Die installierte Leistung erhöhte sich von 72 MW auf 90 MW. Das Kraftwerk wird als Laufwasserkraftwerk betrieben. Die Fallhöhe beträgt 14 m.